# Manic Monday
Manic Monday (englisch für Verrückter Montag) ist ein 1985 veröffentlichter Song von The Bangles, den Prince unter dem Pseudonym „Christopher“ geschrieben, arrangiert und produziert hat. Das Stück ist auf dem Album Different Light von The Bangles enthalten und wurde am 23. Dezember 1985 als Vorabsingle des Albums ausgekoppelt.

## Geschichte
1984 schrieb Prince den Song, der ursprünglich als Duett mit Apollonia 6 gedacht war. Später bot er das Lied The Bangles an, nachdem er ihr Album All Over the Place angehört hatte. Die Band nahm das Lied 1985 in dem Studio Sunset Sound Factory auf, wobei sie sich eng an Prince’ Arrangement der Demoversion orientierte.

## Musik und Text
Der Liedtext schildert die Strapazen und Probleme des Lyrischen Ichs, das Hauptverdiener in einer Partnerschaft ist. Es sehnt sich nach Erholung und Entspannung, insbesondere sonntags, weil der Tag sein „Spaßtag, mein Ich-muss-nicht-rennen-Tag“ sei. Die Verrücktheit des „manischen Montag“ fürchtet es jedoch.
Die Melodie des Songs ist in der Strophe zum Teil identisch mit der des Prince-Titels 1999. Im Juni 2019 wurde die von Prince als Demo eingespielte Originalversion von Manic Monday auf dem Album Originals veröffentlicht.

## Musikvideo
Die Regie des Musikvideos führte Leslie Libman. Die Handlung des Musikvideos entspricht dem Text des Liedes. Zu Beginn sieht man in Fadeouts für die Traumsequenzen Wecker, einen Strand, Susanna Hoffs im Bett mit einem Mann liegen und einen Kalender, der Montage anzeigt. Dann bieten die Bangles den Song in einem Park dar, dabei eilt Susanna Hoffs mit verschiedenen Verkehrsmitteln wie Auto, Bus und Eisenbahn zum Arbeitsplatz. Am Arbeitsplatz schreibt sie Berichte. Am Ende des Videos wird wieder der Kalender vom Anfang angezeigt.

## Kommerzieller Erfolg

### Chartplatzierungen
| ChartsChartplatzierungen       | Höchstplatzierung | Wochen |
| ------------------------------ | ----------------- | ------ |
| Deutschland (GfK)              | 2 (18 Wo.)        | 18     |
| Österreich (Ö3)                | 2 (12 Wo.)        | 12     |
| Schweiz (IFPI)                 | 4 (12 Wo.)        | 12     |
| Vereinigte Staaten (Billboard) | 2 (20 Wo.)        | 20     |
| Vereinigtes Königreich (OCC)   | 2 (13 Wo.)        | 13     |

| ChartsJahrescharts (1986)      | Platzierung |
| ------------------------------ | ----------- |
| Deutschland (GfK)              | 22          |
| Schweiz (IFPI)                 | 24          |
| Vereinigte Staaten (Billboard) | 48          |
| Vereinigtes Königreich (OCC)   | 37          |

### Auszeichnungen für Musikverkäufe
| Land/Region                  | Auszeichnungen für Musikverkäufe (Land/Region, Auszeichnung, Verkäufe) | Verkäufe |
| ---------------------------- | ---------------------------------------------------------------------- | -------- |
| Kanada (MC)                  | Gold                                                                   | 50.000   |
| Neuseeland (RMNZ)            | Platin                                                                 | 30.000   |
| Vereinigtes Königreich (BPI) | Silber                                                                 | 200.000  |
| Insgesamt                    | 1× Silber · 1× Gold · 1× Platin ·                                      | 280.000  |

Hauptartikel: Prince/Auszeichnungen für Musikverkäufe

## Coverversionen
- 1987: Saragossa Band
- 2005: Bonnie Pink feat. Yuka Honda
- 2005: Relient K
- 2006: Leningrad Cowboys
- 2008: Ephemera
- 2020: Billie Joe Armstrong
- 2020: Kate Rusby